# Project Runway
Project Runway är en amerikansk dokusåpa ledd av supermodellen Heidi Klum. Sexton säsonger har sänts.
Olika kläddesigners tävlar om att vinna 100 000 dollar för att starta en egen klädkollektion, och ett uppslag i Elle eller Marie Claire. I vissa säsonger har vinnarna vunnit en bil, och i säsong 6 vann vinnaren en resa till Paris. I de första tre säsongerna fick vinnaren även en praktikplats hos Banana Republic Design Team. Vissa vinnare har också fått möjligheten att sälja sin egen klädkollektion på Bluefly.com eller Piperlime.com.
Alla plagg visas upp av modeller på catwalken och bedöms av domarna bestående av Heidi Klum, Michael Kors, Nina Garcia och varje vecka en ny gästdomare. En vinnare och förlorare utses och den som förlorar åker ut. Programmet är även en tävling för modeller, den modell vars designer vinner får ett uppslag i Elle eller Marie Claire. I säsong sex, sju och åtta vann också modellerna 25 000 dollar.
När tre deltagare återstår får de ett halvår på sig att göra varsin kollektion bestående av tolv (i vissa säsonger fler, eller färre) plagg. Kollektionerna visas sedan upp på New York Fashion Week och efter det utses vinnaren. 
Hösten 2012 gjordes en svensk adaption av dokusåpan, Project Runway Sverige.

## Format
I Project Runway röstas en deltagare eller mer ut varje vecka tills man kommer ner till 3 designers (4 säsong  3) innan finalen. I varje avsnitt ska designerna skapa ett eller flera plagg som sedan ska visas upp på catwalken. I utmaningarna testas deltagarnas förmåga att designa samtidigt som de måste lägga in sin personliga design i plagget/plaggen. Dessa utmaningar kan bland annat vara att deltagarna ska skapa ett plagg av otraditionella material, till exempel saker som du kan hitta i en lägenhet (säsong 3), återanvändningsbara material (säsong 3), varor från en mataffär (säsong 1 & 5), växter och blommor (säsong  2), att använda kläderna som de har på sig just då (säsong 2). Det kan också handla om att designa för en kändis, till exempel skådespelerskan Brooke Shields, konståkerskan Sasha Cohen eller Miss USA Tara Conner. Emellanåt har de också fått designa plagg åt kända amerikanska klädföretag som Banana Republic, Diane von Furstenberg och Macy's, INC. En fjärde variant på en utmaning kan vara att deltagarna ska designa runt ett speciellt tema som "cocktail party", "bröllopsklänning" eller "balklänning". 
Showen utspelas i New York (dock var man en tur i Paris under säsong 3 och i säsong 6 bodde de i Los Angeles istället) där designerna jobbar i ett rum hos Parsons: The New school for design. Tyg och tråd inhandlas i en tygaffär, kallad Mood. Ibland kräver utmaningarna annat material och då inhandlas det på plats. Designerna bor kvinnor för sig och män för sig i en lägenhetsbyggnad, Atlas New York, som ligger nära Parsons. Atlas har använts i alla säsonger förutom säsong 4 då deltagarna bodde på New Gotham. Under tiden som deltagarna deltar i Project Runway får de inte lämna lägenheterna utan tillåtelse, får inte ta kontakt med familj eller vänner utan övervakning och får inte använda Internet. Det är också förbjudet att ta med sig mönsterböcker eller liknande böcker till showen. Annars riskerar man att bli diskvalificerad från tävlingen vilket hände Keith Michael i säsong 3. 
Designerna får en summa pengar att köpa material för. De får också en viss tid på sig att skapa kläderna, oftast en eller två dagar. Oftast jobbar designerna ensamma men i vissa utmaningar får de jobba i par eller lag. När deadlinen är nådd får de klä på sin modell samt ordna hår, smink och accessoarer. Varje modell visar upp kläderna på en catwalk och plaggen/plagget deltagaren skapat bedöms av en jury, som bedömer på en skala från 0-5. Sedan frågar domarna ut de sex designers som fått de lägsta samt högsta poängen (oftast topp 3 och botten 3). Här får designern höra juryns kommentarer samt själv försvara sin design och berätta hur de tänkt. När alla fått säga sitt skickas designerna ut igen och juryn överlägger. Oftast så får vinnaren immunitet i nästa utmaning och kan då inte bli hemskickad. Eller så vinner den personen ett pris. När det bara är X antal deltagare kvar tas immuniteten bort helt för att undvika att någon kommer för lätt till finalen. Det finns andra fördelar med att vinna: Det vinnande plagget får vara med i ett tidningsupplag, plagget får vara med i en klädkedjas kommande kollektion eller säljs på en internetsida. Den förlorande designern åker ut ur tävlingen, och Heidi Klum ger denne en kyss på kinden och säger sitt berömda "Auf widersehen".
Efter den sista utmaningen får de tre finalisterna förbereda en kollektion bestående av 12 plagg (i vissa säsonger mer eller mindre) som ska visas på New York Fashion Week i Bryant Park. Finalisterna får 12 veckor på sig och 8000 dollar (i vissa säsonger mer) för denna sista uppgift som de gör hemma eller i sina studios. Man får lova att anlita någon att tex sy i knappar men det mesta av arbetet måste designerna göra själva. Några dagar innan showen kommer deltagarna till New York för att välja modeller samt se över smink och hår samt göra de sista ändringarna i sina plagg. Någon gång har det dessutom också hänt att ännu en utmaning uppkommit, tex att de ska göra ännu ett plagg som passar in i deras kollektion. Designerna måste också lämna in alla kvitton på de saker de köpt så att de inte har gått över budgeten eller haft andra göra saker åt dem, vilket båda är mot reglerna. Om någon bryter mot reglerna så kan man bli tvungen att utelämna något på modevisningen (tex Jeffery Sebelia's blonda peruker och lädershorts i säsong 3); eller så kan juryn välja att sänka den totala poängen om de ändå insisterar på att använda de förbjudna plaggen (tex Kara Sauns skor i säsong 1). 
Vinnaren väljs ut av domarna och får 100 000 dollar för att starta sitt eget märke, ett uppslag i Elle eller Marie Claire och i vissa säsonger ett mentorskap från en designfirma. Vissa vinnare får även tillfället att sälja sin kollektion på www.bluefly.com eller Piperlime.com. De flesta säsongerna har även vinnaren fått en bil, oftast från bilbolaget Saturn, eller en resa (säsong 6).
Heidi Klum är huvuddomare i showen. Med henne sitter den amerikanska designern Michael Kors, Marie Claires modedirector Nina Garcia och en fjärde gästdomare. Denna gästdomare kan vara en designer (Diane Von Furstenberg, Vera Wang, Betsey Johnson, Roberto Cavalli), en supermodell (Iman, Alessandra Ambrossio), en kändis (Victoria Beckham, Christina Aguilera, Nicky Hilton) eller en expert som jobbar med något utmaningen handlat om (Nancy O'Dell eller Ivanka Trump). Tim Gunn som jobbar som kreativ chef för Liz Clairborne Inc är en mentor för deltagarna och deltar inte i bedömningen. Istället så hjälper han deltagarna genom att komma med goda råd och kommentarer halvvägs genom utmaningarna.

## Säsonger

### Översikt
| Säsong | Säsong premiär datum | Säsong finalavslutning | Antal designers | Vinnare                               | Andra plats                       | Tredje plats                           | Designers pris | Modellens pris                                         |
| ------ | -------------------- | ---------------------- | --------------- | ------------------------------------- | --------------------------------- | -------------------------------------- | --- | ------------------------------------------------------ |
| 1      | 1 december 2004      | 23 februari 2005       | 12              | Jay McCarroll & Julia Beynon          | Kara Saun & Jenny Toth            | Wendy Pepper & Melissa Haro            | - 100 000 dollar till att starta egen klädkollektion - ett mentorskap med Banana Republic - ett uppslag i tidningen Elle | - ett uppslag i tidningen Elle                         |
| 2      | 7 december 2005      | 8 mars 2006            | 16              | Chloe Dao & Grace Kelsey              | Daniel Vosovic & Rebecca Holliday | Santino Rice & Heather Brown           | - 100 000 dollar till att starta egen klädkollektion - ett mentorskap med Banana Republic - ett uppslag i tidningen Elle - ett år av representation med Designers Management Agency - en 2007 års Saturn Sky roadster                      | - ett uppslag i tidningen Elle                         |
| 3      | 12 juni 2006         | 18 oktober 2006        | 15              | Jeffrey Sebelia & Marilinda Rivera    | Uli Herzner & Nazri Segaro        | Laura Bennett& Camilla Barungi         | - 100 000 dollar till att starta egen klädkollektion - ett mentorskap med INC (Inter-National Concepts) design - ett uppslag i tidningen Elle - ett år av representation med Designers Management Agency - en 2007 års Saturn Sky roadster | - ett uppslag i tidningen Elle                         |
| 4      | 14 november 2007     | 5 mars 2008            | 15              | Christian Siriano & Lisa Nargi        | Rami Kashou & Sam Ruggiero        | Jillian Lewis & Lauren Browne          | - 100 000 dollar till att starta egen klädkollektion - ett uppslag i tidningen Elle - möjligheten att sälja sin egen kollektion på Bluefly.com - en 2008 års Saturn Astra                                                                  | - ett uppslag i tidningen Elle                         |
| 5      | 16 juli 2008         | 15 oktober 2008        | 16              | Leanne Marshall & Tia Shipman         | Korto Momolu & Katarina Munez     | Kenley Collins & Topacio Pena          | - 100 000 dollar till att starta egen klädkollektion - ett uppslag i tidningen Elle - möjligheten att sälja sin egen klädkollektion på Bluefly.com - en 2009 års Saturn Vue Hybrid                                                         | - Ett uppslag i tidningen Elle                         |
| 6      | 20 augusti 2009      | 19 november 2009       | 16              | Irina Shabayeva & Kalyn Hemphill      | Althea Harper & Tanisha Harper    | Carol Hannah Whitfield & Lisa Blades   | - 100 000 dollar till att starta egen klädkollektion - ett uppslag i tidningen Marie Claire -en resa för två till Paris | - 25 000 dollar - ett uppslag i tidningen Marie Claire |
| 7      | 14 januari 2010      | 22 april 2010          | 16              | Seth Aaron Henderson & Kristina Sajko | Emilio Sosa & Lorena Angjeli      | Mila Hermanovski & Brandise Danesewich | - 100 000 dollar för att starta egen klädkollektion - ett uppslag i tidningen Marie Claire - möjligenheten till att sälja sin egen kollektion på BlueFly.com -teknisk utrustning för 50 000 dollar från Hewlett-Packard                    | - 25 000 dollar - ett uppslag i tidningen Marie Claire |
| 8      | 29 juli 2010         | 28 oktober 2010        | 17              | Gretchen Jones & Millana Snow         | Mondo Guerra & Tina Marie Clark   | Andy South & Lenka Dayrit              | - 100 000 dollar till att starta egen kollektion - ett uppslag i tidningen Marie Claire - möjligheten till att sälja sin egen klädkollektion på Piperlime.com -teknisk utrustning för 50 000 dollar från Hewlett-Packard                   | - 25 000 dollar -ett uppslag i tidningen Marie Claire  |

## Deltagare säsong 1
- Mario Cadenas, 23, från Pembroke Pines, Florida
- Nora Caliguri, 21, från Cheshire, Connecticut
- Daniel Franco, 32, från Los Angeles, Kalifornien
- Starr Ilzhoefer, 27, från Charlotte, North Carolina
- Kevin Johnn, 37, från New York, New York
- Jay McCarroll, 29, från Dallas, Pennsylvania
- Wendy Pepper, 39, från Middleburg, Virginia
- Robert Plotkin, 28, från New York, New York
- Vanessa Riley, 34, från London, England
- Kara Saun, 37, från Los Angeles, Kalifornien
- Austin Scarlett, 23, från New York, New York
- Alexandra Vidal, 21, från Miami, Florida

Project Runway hade premiär 1 december 2004. Första säsongen fick bland annat en Emmynominering för bästa tävlings-realitysåpa. Serien blev också snabbt populär och blev en av Bravos mest populära serier sedan Fab 5.

## Deltagare säsong 2
- Raymundo Baltazar, 24, från Los Angeles, Kalifornien
- Chloe Dao, 33, från Houston, Texas
- Marla Duran, 51, från Allentown, Pennsylvania
- Diana Eng, 22, från Jacksonville, Florida
- Kirsten Ehrig, 37, från Los Angeles, Kalifornien
- Daniel Franco, 33, från Los Angeles, Kalifornien
- Andrae Gonzalo, 32, from Los Angeles, Kalifornien
- Zulema Griffin, 28, från New York, New York
- Kara Janx, 29, från Johannesburg, Sydafrika
- Emmett McCarthy, 42, från New York, New York
- Santino Rice, 30, från Los Angeles, Kalifornien
- Heidi Standridge, 25, från Atlanta, Georgia
- Nick Verreos, 38, från Los Angeles, Kalifornien
- Guadalupe Vidal, 29, från Los Angeles, Kalifornien
- Daniel Vosovic, 24, från New York, New York
- John Wade, 24, från Los Angeles, Kalifornien

## Deltagare säsong 3
- Bradley Baumkirchner, 32, Los Angeles, Kalifornien
- Robert Best, 36, West Hollywood, Kalifornien
- Laura Bennett, 42, New York, New York, New York
- Malan Breton, 32, Long Island City, New York
- Bonnie Dominguez, 31, San Diego, Kalifornien
- Stacey Estrella, 40, San Francisco, Kalifornien
- Katherine Gerdes, 23, Minneapolis, Minnesota
- Kayne Gillaspie, 27, Norman, Oklahoma
- Uli Herzner, 35, (kommer ursprungligen från Östtyskland) Miami Beach, Florida
- Alison Kelly, 25, Brooklyn, New York
- Angela Keslar, 33, Amesville, Ohio
- Michael Knight, 28, Atlanta, Georgia
- Vincent Libretti, 49, Santa Monica, Kalifornien
- Keith Michael, 34, New York, New York
- Jeffrey Sebelia, 36, Los Angeles, Kalifornien

## Deltagare säsong 4
- Kevin Christiana, 31, från Fairfield, New Jersey
- Victorya Hong, 34, från Winchester, Virginia
- Elisa Jimenez, 42, från El Paso, Texas
- Rami Kashou,31, från Ramallah, Västbanken
- Simone LeBlanc, 32, från Lawrenceville, Georgia
- Marion Lee, 39, från Tyler, Texas
- Jillian Lewis, 26, från Selden, New York
- Ricky Lizalde, 35, från Escondido, Kalifornien
- Jack Mackenroth, 38, från New York, New York
- Chris March, 44, från San Francisco, Kalifornien
- Steven Rosengard, 30, från Chicago, Illinois
- Christina "Kit Pistol" Scarbo, 26, från Los Angeles, Kalifornien
- Christian Siriano,21, från Annapolis, Maryland
- Kathleen "Sweet P" Vaughn, 46, från Los Angeles, Kalifornien
- Carmen Webber,39, Charlotte, från North Carolina

## Deltagare säsong 5
- Jerry Tam, 32, Butte, Montana
- Wesley Nault, 23, Blackstone, Massachusetts
- Emily Brandle, 27, Sacramento, Kalifornien
- Jennifer Diederich, 27, East Syracuse, New York
- Kelli Martin, 27, Columbus, Ohio
- Daniel Feld, 25, Great Barrington, Massachusetts
- Keith Bryce, 26, Salt Lake City, Utah
- Stella Zotis, 42, Astoria, New York
- Blayne Walsh, 23, Yakima, Washington
- Terri Stevens, 39, Chicago, Illinois
- Joe Faris, 41, Troy, Michigan
- Stephen "Suede" Baum, 37, Seven Hills, Ohio
- Jerell Scott, 28, Houston, Texas
- Kenley Collins, 25, New York, New York
- Korto Momolu, 33, Monrovia, Liberia
- Leanne Marshall 27 Portland, Oregon

## Deltagare säsong 6
- Ari Fish, 26, Kansas City, Missouri
- Malvin Vien, 24, Brooklyn, New York
- Mitchell Hall, 26, Savannah, Georgia
- Qristyl Frazier, 42, Brooklyn, New York
- Johnny Sakalis, 30, West Hollywood, Kalifornien
- Ra'mon Lawrence Coleman, 31, Minneapolis, Minnesota
- Louise Black, 32, Dallas, Texas
- Rodney Epperson, 49, New York, New York
- Shirin Askari, 23, Richardson, Texas
- Nicolas Putvinski, 26, New York, New York
- Logan Neitzel, 25, Seattle, Washington
- Christopher Straub, 30, Shakopee, Minnesota
- Gordana Gehlhausen, 44, Charleston, South Carolina
- Carol Hannah Whitfield, 24, Charleston, South Carolina
- Althea Harper, 24, Dayton, Ohio
- Irina Shabayeva, 27, New York, New York

## Deltagare säsong 7
De 16 deltagarna var:
- Christiane King, 30, från Abidjan, Elfenbenskusten
- Pamela Ptak, 47, från Pittsfield, Massachusetts
- Ping Wu, 34, från Chengdu, Chin
- Jesus Estrada, 21,från  Mazatlán, Mexiko
- Anna Lynett, 23, från Whitefish Bay, Wisconsin
- Janeane Marie Ceccanti, 27, från Willows, Kalifornien
- Jesse LeNoir, 25, från Painesville, Ohio
- Ben Chmura, 30, från Meriden, Connecticut
- Amy Sarabi, 25, från Plano, Texas
- Maya Luz, 21, från Santa Fe, New Mexico
- Jonathan Peters, 29, från Woonsocket, Rhode Island
- Anthony Williams, 28, från Birmingham, Alabama
- Jay Nicolas Sario, 31, från Manilla, Filippinerna
- Mila Hermanovski, 40, från Dallas, Texas
- Emilio Sosa, 43, från Santo Domingo, Dominikanska republiken
- Seth Aaron Henderson, 38, från San Diego, Kalifornien

## Deltagare säsong 8
- McKell Maddox, 29, Layton, Utah
- Jason Troisi, 33, Greenwich, Connecticut
- Nicholas D'Aurizio, 32, New York, New York
- Sarah Trost, 27, Toluca Lake, Kalifornien
- Kristin Haskins Simms, 39, Philadelphia, Pennsylvania
- A.J. Thouvenot, 26, St. Charles, Missouri
- Peach Carr, 50, Lake Forest, Illinois
- Carlos Casanova, 33, Astoria, New York
- Michael Drummond, 31, St. Louis, Missouri
- Ivy Higa, 30, New York, New York
- Valerie Mayen, 29, Cleveland, Ohio
- Christopher Collins, 30, San Francisco, Kalifornien
- April Johnston, 21, Savannah, Georgia
- Michael Costello, 27, Palm Springs, Kalifornien
- Andy South, 23, Waianae, Hawaii
- Mondo Guerra, 32, Denver, Colorado
- Gretchen Jones, 28, Portland, Oregon